# Bill Dickinson
Pas d'image ? Cliquez ici
Bill Dickinson né en 1917 et mort le 7 avril 1994 à Irvine est un entraîneur écossais de rugby à XV. Il est le premier sélectionneur de l'équipe d'Écosse.

## Biographie
Il devient le premier sélectionneur de l'Écosse en 1971.
Il a remporté le Tournoi des Cinq Nations en 1973 comme toutes les autres équipes, et l'Écosse a refusé de se rendre en Irlande en 1972 à la suite du Bloody Sunday.
Il fut licencié en 1977 et remplacé par Nairn MacEwan.

## Palmarès
- Vainqueur du Tournoi des Cinq Nations en 1973.